# Tijen Kortak
Tijen Kortak [tiˈʒɛn koɾˈtak] (* 4. Mai 1975 in Köln) ist eine deutsche Rechtsanwältin und TV-Darstellerin.

## Radio und Fernsehen
Kortak hat türkische Wurzeln. Nach einem Studium der Rechtswissenschaften an der Universität Köln von April 1995 bis September 1999, dem 2. Staatsexamen im Mai 2002 und anwaltlichen Tätigkeiten u. a. in einer amerikanischen Steuerrechtskanzlei in Los Angeles, trat sie seit Dezember 2006 in der Fernsehsendung Richterin Barbara Salesch im Fernsehsender Sat.1 auf. Im Jahre 2014 hatte sie eine Gastrolle bei Zwei bei Kallwass.
Seit 2022 wirkt sie in Barbara Salesch – Das Strafgericht bei RTL erneut als Rechtsanwältin mit.